# Saldet
Saldet  es una localidad española del municipio de Ventalló, perteneciente a la provincia de Gerona, en la comunidad autónoma de Cataluña.

## Historia
Hacia mediados del siglo XIX, el lugar, perteneciente ya por entonces al municipio de Ventalló, tenía contabilizada una población de 60 habitantes. La localidad aparece descrita en el decimotercer volumen del Diccionario geográfico-estadístico-histórico de España y sus posesiones de Ultramar de Pascual Madoz de la siguiente manera:

SALDET: l. en la prov., part jud. y dióc. de Gerona (7 hor.), aud. terr., c. g. de Barcelona (22), ayunt. de Ventalló. sit. en un llano del bajo Ampurdan, á la márg. der. del r. Fluviá, con buena ventilacion y clima templado y sano; las enfermedades comunes son fiebres intermitentes. Tiene 30 casas, y una igl. parr. (Sta. Eugenia) servida por un cura de ingreso, de provision real y ordinaria. El térm. confina N. el mencionado r. Fluviá; E. Armentera; S. Montiró. y O. Valveralla. El terreno es llano, de buena calidad, le fertiliza el Fluviá, que desagua en el mar á 1 hor. de dist.: le cruzan varios caminos locales y una carretera que conduce á Figueras, de cuya v. se recibe el correo por medio de balijero los domingos y jueves, y se despacha en iguales dias. prod.: trigo mezcladizo, legumbres, patatas y hortalizas; cria ganado lanar. pobl.: 13 vec., 60 alm. cap. prod.: 1.253,200 rs. imp.: 31,330.
(Madoz, 1849, p. 693)

En 2022, la entidad singular de población tenía empadronados 67 habitantes y el núcleo de población 14 habitantes.

## Patrimonio
En la localidad hay una iglesia bajo la advocación de Santa Eugenia.